# Малое Бушково
Малое Бу́шково (бел. Мало́е Бу́шкава) — деревня в составе Сухаревского сельсовета Могилёвского района Могилёвской области Республики Беларусь.

## Этимология
Босика, позднее Буска або Бушка (Bosico, Buske, Buschke) — имя германского происхождения.

## Население
- 1910 год — 324[5]
- 1999 год — 73
- 2010 год — 40